# Ryszard Koziołek

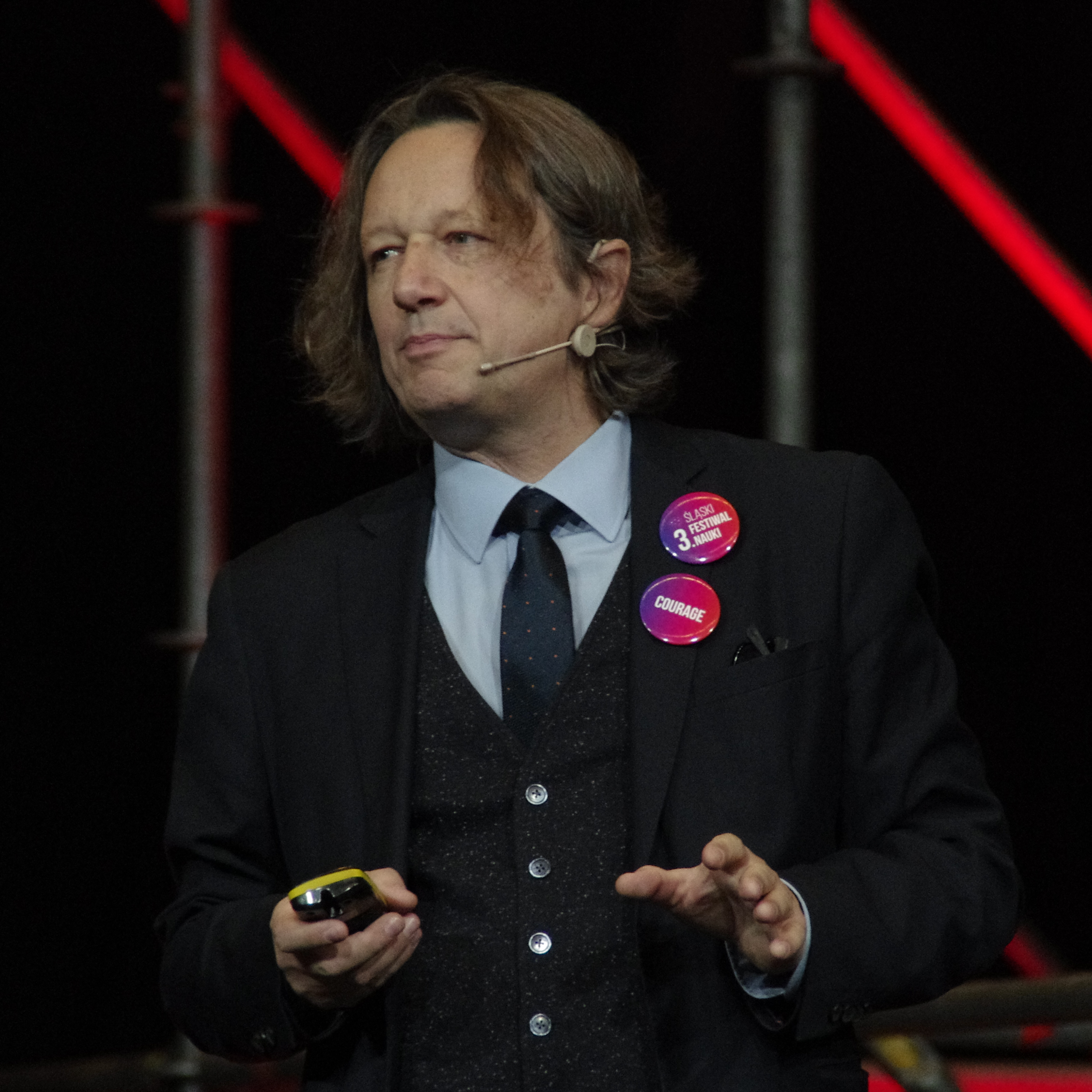
Ryszard Koziołek (2019)

Ryszard Koziołek (* 23. März 1966 in Bielsko-Biała) ist ein polnischer Literaturwissenschaftler und Literaturhistoriker. In seinen wissenschaftlichen Arbeiten beschäftigt er sich vorwiegend mit der polnischen Literatur des Positivismus und der Moderne, insbesondere mit den Werken von Teodor Parnicki und Henryk Sienkiewicz.

## Leben
Koziołek studierte Polonistik an der Schlesischen Universität, wo er 1991 den Magister erwarb. Dort promovierte er 1997 mit der Arbeit Mimesis z „Twarzy księżyca“ Teodora Parnickiego und habilitierte 2010 mit der Arbeit Ciała Sienkiewicza. Studia o płci i przemocy.
Von 2012 bis 2015 war er Jurymitglied des Nike-Literaturpreises.
2020 wurde Ryszard Koziołek für eine 4-jährige Amtszeit zum Rektor der Schlesischen Universität gewählt.

## Publikationen
- Zdobyć historię. Problem przedstawienia w „Twarzy księżyca“ Teodora Parnickiego, 1999
- Ciała Sienkiewicza. Studia o symbolice płci i przemocy, 2009 (2. Auflage 2010)
- Znakowanie trawy albo praktyki filologii, 2011
- Dobrze się myśli literaturą, 2016

## Auszeichnungen
- 2010: Literaturpreis Gdynia in der Kategorie Essayistik für Ciała Sienkiewicza. Studia o symbolice płci i przemocy
- 2017: Kazimierz-Wyka-Preis